# Candy (banda georgiana)
CANDY es un grupo de música de Georgia formado por Irina Khechanovi, Mariam Gvaladze, Ana Khanchalyan, Gvantsa Saneblidze e Irina Kovalenko.
Representaron a Georgia en el Festival de la Canción de Eurovisión Junior 2011 en Ereván, Armenia con la canción "Candy Music" y el 3 de diciembre obtuvieron la victoria con 108 puntos.

## Integrantes del grupo
El grupo estaba formado por 5 niñas. A continuación se muestra una pequeña descripción de cada una de ellas:

### Irina Kovalenko
Irina nació el 29 de marzo de 1997, en Tiflis. Desde 2006 comenzó a cantar en un estudio profesional "Bzikebistudio". Ha participado en diversos concursos, festivales y eventos culturales en Georgia y en el extranjero. Irina habla inglés, ruso, alemán y actualmente está aprendiendo japonés. Fuera de la escuela, Irina juega a Tenis. En 2007 fue séptima en el campeonato de Georgia.

### Ana Khanchalyan
Ana nació el 19 de mayo de 1996, en Tiflis. Ella estudia en el colegio público ruso-armenio. Desde 2002 estudia en Zakaria Paliashili, una escuela de música. Pero desde 2009 estudia en la escuela de música de Tiflis. En 2010 participó en el festival internacional "Zvezhichki" en Macedonia y ganó el primer puesto. En 2010, participó en el programa de televisión "Nichieri" y fue finalista. Es la voz más potente del grupo.

### Irina Khechanovi
Irina nació el 3 de diciembre de 2000, en Tiflis. Estudia en la Escuela de Demirel. Desde 2007 estudia en la escuela de arte llamada Gogo Dolidze. El 14 de abril de 2009, entró en Tbilisi Olympiad y ganó el primer lugar como la mejor cantante. Ella también ha participado en más competiciones, que se celebraron en varias ciudades de Turquía. En 2011 participó en programas de música como: "Ana Bana" y se convirtió en un favorito de los "Barambo" y "Zarapkhana".

### Mariam Gvaladze
Mariam nació el 9 de febrero de 1997 en Rustavi. Ella estudia en una escuela pública. Estudió desde 2003 hasta 2010 en la escuela de arte. Actualmente estudia en la escuela de música: Jano Kakhidze. En 2009 participó en varios concursos de talentos. Ella ganó el Premio Lili Iashvili. También fue la primera en el "Republic Estrade Contest". El estreno de su video "Profile" estaba en "Rustavi 2".